# Georg Friedrich von Jäger
Pour les articles homonymes, voir De Jager ou De Jaeger et Jäger.
Georg Friedrich von Jäger, né à Stuttgart le 25 décembre 1785 et mort dans cette même ville le 10 septembre 1866 , est un médecin, paléontologue et botaniste wurtembergeois.

## Publications
- 1835. Über die fossilen Säugethiere, welche in Württemberg in verschiedenen Formationen aufgefunden worden sind, nebst geognostischen Bemerkungen über diese Formationen (Foss. Säug. Württ.), volume 1.